# Paul Rée
Paul Rée (Bartelshagen, Pomerania, 21 de noviembre de 1849-Celerina, Suiza, 28 de octubre de 1901) fue un filósofo alemán.

## Biografía
Nacido en Bartelshagen, provincia de Pomerania, Prusia, en la finca noble «Rittergut Adlig Bartelshagen am Grabow», cerca de la costa sur del mar Báltico, era hijo de un adinerado empresario y terrateniente. Estudió Filosofía y Derecho en la Universidad de Leipzig. 
En 1870, luego de efectuar su año de trabajo voluntario, fue reclutado en el ejército y llevado a la línea de fuego. Herido en los primeros combates, en la batalla de Saint-Privat, el 18 de agosto, regresó a Alemania, donde emprendió estudios de Derecho, antes de volver a la filosofía.
Murió al caer en el desfiladero de Charnadüra, cuando caminaba por las montañas suizas, cerca de Celerina, el 28 de octubre de 1901.

## Formación académica e intelectual
En la historia de las ideas es conocido como una figura secundaria a través de su amistad con Friedrich Nietzsche, pero no como un filósofo importante. La mayoría de los juicios generales sobre su carácter y su obra llevan a formulaciones de Nietzsche y su mutua amiga Lou Andreas-Salomé.
Lector profundo de Darwin, Schopenhauer y escritores franceses como La Bruyère y La Rochefoucauld, Rée reunió sus diversos estudios bajo el título de Observaciones psicológicas, que describen la naturaleza humana a través de aforismos literarios y exégesis filosóficas. 
En 1875 Rée fue calificado para su doctorado en la Universidad de Halle. Ese año produce una disertación sobre «lo noble» en la ética de Aristóteles.
El origen de los sentimientos morales fue escrito en gran medida, en el otoño de 1877, en Sorrento, donde Rée y Nietzsche trabajaron juntos por invitación de Malwida von Meysenbug. El libro trata de responder a dos preguntas: en primer lugar, Rée intenta explicar la aparición los sentimientos altruistas en los seres humanos. En segundo lugar, intentó explicar el proceso interpretativo que denota sentimientos altruistas como moral. 
Reiterando las conclusiones de las Observaciones psicológicas, Rée afirmó que el altruismo fue una conducta humana innata fortalecida a lo largo de los siglos por la selección.
Publicado en 1877, La génesis de la consciencia moral fue su segundo libro. Rée anunciaba en el prólogo que su punto de vista era inductivo. Rée en primer lugar observó los fenómenos empíricos que consideró constituían la naturaleza moral del hombre y a continuación, intentó indagar en su origen.
Rée, siguiendo a otros filósofos, rechazó el concepto de libre albedrío. Según él, el error del libre albedrío residiría tras el desarrollo del sentimiento de justicia:

El sentimiento de justicia surge de dos errores: porque los castigos infligidos por las autoridades y los educadores aparecen como actos de retribución, y porque el pueblo cree en la libre voluntad.
Rée [1877] 2003

Rée rechazó las explicaciones metafísicas de bueno y malo; pensó que las mejores explicaciones fueron las ofrecidas por Darwin y Lamarck, quien había rastreado fenómenos morales de regreso a sus causas naturales. Rée argumentó que nuestros sentimientos morales fueron el resultado de cambios que se habían producido a lo largo de muchas generaciones.
Al igual que Lamarck y Darwin, Rée sostuvo que podrían ser hábitos adquiridos pasados a las generaciones siguientes, como características innatas. Como un hábito adquirido, el comportamiento altruista eventualmente se convirtió en una característica innata. El comportamiento altruista fue tan beneficioso, afirmó Rée, que llegó a ser elogiado incondicionalmente, como algo bueno en sí mismo, aparte de sus resultados.

## Paul Rée y Lou Andreas-Salomé
Rée fue severamente criticado por su amigo Friedrich Nietzsche en el prefacio de La genealogía de la moral. En febrero de 1882 visita a Nietzsche en Génova, donde tienen la oportunidad de asistir a las representaciones de La dama de las camelias de Alejandro Dumas hijo, con Sarah Bernhardt en el papel principal. Luego, respondiendo a la invitación de Malwida von Meysenbug, se traslada a Roma, tras perder todo su dinero en el Casino de Montecarlo. La misma tarde de su llegada conoce a una «joven rusa» que atraerá su atención de inmediato: Lou Andreas-Salomé.

## Obra
- Psychologische Beobachtungen (Observaciones psicológicas), 1875
- Der Ursprung der moralischen Empfindungen (Origen de los sentimientos morales), 1877
- Die Entstehung des Gewissens (El origen de la conciencia), 1885
- Die Illusion der Willensfreiheit (La ilusión del libre albedrío), 1885
- Gesammelte Werke, 1875-1885 (Obras completas, 1875-1885), ed. Hubert Treiber, Berlín y Nueva York: Walter de Gruyter Verlag, 2004.